# Johann Heinrich Wohlien
Johann Heinrich Wohlien (né en 1779 à Hambourg, mort en 1842 à Altona); aussi Johann Hinrich, aussi Wohlin et Wollin) est un facteur d'orgues allemand d'Altona.
Il est membre de la renommée famille de facteur d'orgues Wohlien. Fils du facteur Balthasar Wohlien (né en 1745 à Wilster, mort en 1804 à Hambourg),  Johann Heinrich Wohlien est par sa naissance le gendre de Johann Paul Geycke. Son seul frère est le facteur d'orgues et fabricant de piano Lorenz Rudolph Wohlien avec qui il fonde la deuxième génération de l'entreprise familiale.
Johann Heinrich Wohlien déplace l'atelier à Altona. Il travaille à l'occasion avec son oncle Joachim Wilhelm Geycke. Après 1804, l'atelier des Wohlien s'associe avec Johann Carl Eduard Erdland. L'entreprise ne survit pas à la mort de son petit-fils Johann Friedrich Eduard Wohlien (1843–1871), fils de Johann Conrad Rudolph Wohlien.  

## Réalisations
| Année   | Lieu                         | Bâtiment                                  | Photo | Clavier | Registre | remarques |
| ------- | ---------------------------- | ----------------------------------------- | ----- | ------- | -------- | --- |
| 1680    | Cappel                       | St. Peter und Paul                        |       | II/P    | 30       | Emballage de l'orgue d'Arp Schnitger (1680) du monastère dominicain Saint-Jean de Hambourg pour le transport à Cappel → Orgel von St. Peter und Paul (Cappel) (de)                      |
| 1818    | Puerto de la Cruz (Tenerife) | Nuestra Señora de la Peña de Francia (es) |       |         |          | Création en collaboration avec Joachim Wilhelm Geycke |
| 1819    | Ritzebüttel                  | Église du village                         |       | II/P    |          | Installation, en collaboration avec Joachim Wilhelm Geycke, de l'orgue acheté à l'hôpital du Saint-Esprit de Hambourg; dans le nouvel orgue de 1972, dix anciennes voix ont été prises. |
| 1821/22 | Hambourg                     | St. Pauli                                 |       | II/P    | 29       | Création; n'a pas été conservé; 2011, création de Bartelt Immer sur le modèle de Wohlien (II/P/20).                                                                                     |
| 1833    | Altona                       | Hauptkirche Sankt Trinitatis              |       |         |          | Modification |

## Sources
- Hermann Fischer: 100 Jahre Bund deutscher Orgelbaumeister. Orgelbau-Fachverlag, Lauffen 1991,  (ISBN 3-921848-18-0).
- Gustav Fock: Arp Schnitger und seine Schule. Ein Beitrag zur Geschichte des Orgelbaues im Nord- und Ostseeküstengebiet. Bärenreiter, Cassel 1974,  (ISBN 3-7618-0261-7).
- Gustav Fock: « Hamburgs Anteil am Orgelbau im niederdeutschen Kulturgebiet ». In: Zeitschrift des Vereins für Hamburgische Geschichte. N° 38, 1939, p. 289-373 online(.